# Hercules and the Circle of Fire
Hercules and the Circle of Fire (Brasil: Hércules e o Círculo de Fogo ) é o terceiro filme televisivo de 1994, relacionado a série de fantasia Hercules: The Legendary Journeys, estrelado por Kevin Sorbo como o herói Hércules.

## Sinopse
Em mais um dos seus planos para acabar com a humanidade, Hera rouba o tocha eterna de Prometeu, tirando o fogo da humanidade. Quando todo o fogo da Terra começa a se apagar, Hércules e Deianeira se empenham numa busca pela tocha para impedir que o mundo fique congelado.

## Elenco
- Kevin Sorbo (Hércules)
- Tawny Kitaen (Deianeira)
- Anthony Quinn (Zeus)
- Kevin Atkinson (Cheiron)
- Stephanie Barrett (Phaedra)
- Christopher Brougham (Janus)
- Alexander Gandar (Telemon)
- Joseph Greer (Peleus)
- Kerry Gallagher (Amalthea)
- Leonard Twins (Kora)
- Mark Ferguson (Prometheus)
- Mark Newnham (Anteu)
- Martyn Sanderson (Thespius)
- Joy Watson (Voz de Hera)